# Common tones in simple time
Common tones in simple time is een compositie van John Adams.
Het is het eerste werk voor symfonieorkest dat Adams voltooide. Het is dan februari 1979 tot 3 januari 1980; een tijd wanneer minimal music wel gangbaarder werd, maar een werk voor een compleet symfonieorkest in die stijl was er eigenlijk nog niet. De "common tones" verwijzen naar de gangbare noten die al eeuwenlang gebruikt werden, net als de harmonische overgangen en voortstuwing die Adams in het werk verwerkte. Adams karakteriseerde het werk als een "pastorale met puls" waarin de snelle bewegelijke stemmen verschuiven ten opzichte van langzame ondersteunende klanken. Opvallend daarbij zijn de partijen voor de twee piano's die een fractie van een seconde achter elkaar gespeeld worden.
Vanuit dit werk kwam een compositorische stijl naar voren die hij verder zou uitwerken richting Grand Pianola Music en Hallelujah Junction. Ander werk dat deels op Common tones is geïnspireerd is Hoodoo Zephyr.
Commons tones in simple time was niet meteen een succes. Nadat Adams zelf op 30 januari 1980 het orkest van het Conservatorium van San Francisco leidde in de Hellman Hall, trok Adams het werk tijdelijk terug; Adams was er deels niet tevreden over. In november 1986 verscheen het weer op de lessenaars; in dit geval van het San Francisco Symphony Orchestra onder leiding van Edo de Waart, die het toen ook op plaat vastlegde.
Het werk duurt ongeveer 20 minuten en is opgedragen aan vriend en docent Leon Kirchner.
Naast de opnamen van Edo de Waart met het SFS, legden twee andere combinaties dit werk vast: Kent Nagano met het Orchestre Symphonique de Montreal (Decca circa 2019) en Gil Rose met het Boston Modern Orchestra Project (BMOP, circa 2021).
Orkestratie:
- 1 piccolo, 2 dwarsfluiten,  2 hobo’s, 2 klarinetten, 2 fagotten
- 2 hoorns, 2 trompetten
- 2 piano’s, marimba, crotales, glockenspiel, vibrafoon, gestemde gong, harp
- violen, altviolen, celli, contrabassen